# Itthithepsan Kritakara
Itthithepsarn Kridakorn, apelidado Than Chai Po (16 de janeiro de 1890) foi um nobre e arquiteto da Tailândia.

## Biografia
Amat Ek Sewak Ek Mom Chao Itthithepsarn Kridakorn foi filho de Sua Alteza Real, o Príncipe Naresuan Worarit, e Suphap Kridakorn Na Ayutthaya. Estudou no Royal College e na Royal Military Academy. Depois, foi estudar na Harrow School, na Inglaterra, e depois estudou arquitetura na École des Beaux Arts, na França. Depois de se formar, ele entrou no Serviço Civil no Departamento de Belas Artes no ano de 1916, até conceder o posto a Sakak Ek em 1923.
Em 1926, quando o Departamento de Belas Artes foi transferido para o Instituto Real, Mom Chao Itthithepsarn tornou-se Diretor do Instituto de Belas Artes do Instituto Real e recebeu o título de Amat Ek em 1926. Mais tarde, em 1934, Mom Chao Itthidepsan Kridakorn e um grupo de arquitetos pioneiros da sociedade tailandesa da época, que receberam sua educação em arquitetura internacional da Inglaterra e da França, fundaram em conjunto a Associação de Arquitetos Siameses.
Suas obras arquitetônicas incluem a renovação da Sala do Trono Chakri Maha Prasat, o projeto do Palácio Chali Mongkhon Asana no Palácio Sanam Chan, Província de Nakhon Pathom, Palácio Klai Kangwon, etc.

## Vida pessoal e legado
Ele era casado com Chao Suriya Prapa Raphiphat e tinha um filho, Rajawongse Ritsuriya Kridakorn.
O príncipe Itthithepsarn morreu em 19 de fevereiro de 1934 (atualmente em 1935) durante o reinado do rei Rama VII. Cremação na quarta-feira, 4 de março de 1935, no templo de Camutakhatchariya Ram, Ratchaworawihan. No ano de 2015, o Ministério da Cultura anunciou homenagear Itthi Thep San Kitakorn como um artista visual que tem um trabalho muito valioso para a Tailândia.

## Obras de destaque
- Edifício Chakkraphong (Clube Estudantil), Universidade Chulalongkorn
- O Palácio da Felicidade, Palácio Klai Kangwon

## Condecorações

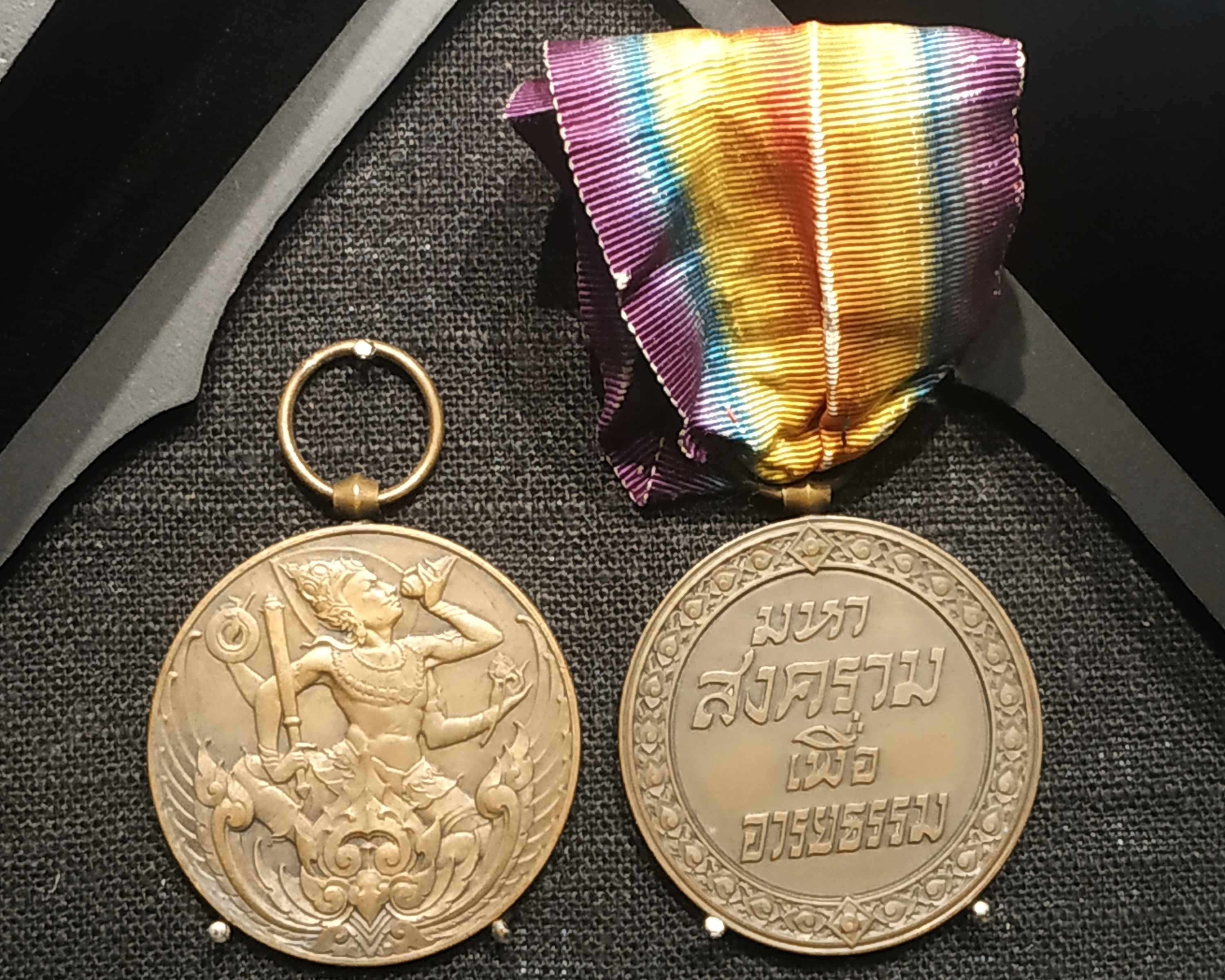
A Medalha da Vitória ou Medalha Narayana Banluachai é uma medalha real dada como lembrança àqueles que serviram durante a Primeira Guerra Mundial. Foi criada e concedida pelo Rei Rama VI, e desenhada por Mom Chao Itthithepsarn Kridakarn.

| Ano  | Barreta | Medalha                                                        | Ref.   |
| ---- | ------- | -------------------------------------------------------------- | ------ |
| 1932 |         | Ordem da Coroa da Tailândia, 2ª Classe                         | [ 5 ]  |
| 1919 |         | Ordem Vallabhabhorn                                            | [ 6 ]  |
| 1926 |         | Ordem do Elefante Branco, 3ª Classe                            | [ 7 ]  |
| 1918 |         | Medalha Dushdi Mala                                            | [ 8 ]  |
| 1929 |         | Medalha Dushdi Mala, Medalha do Serviço Civil Real (R.D.M.(P)) | [ 9 ]  |
| 1926 |         | Medalha Ratana Phorn do Rei Rama VII, 3ª Classe (P.P.R.3)      | [ 10 ] |

#### Condecorações estrangeiras
| Ano  | País            | Barreta | Medalha                                                    | Ref.   |
| ---- | --------------- | ------- | ---------------------------------------------------------- | ------ |
| 1977 | Reino da Itália |         | Ordem dos Santos Maurício e Lázaro, 3ª Classe / Comendador | [ 11 ] |